# Austropsocus insularis
Austropsocus insularis är en insektsart som beskrevs av Courtenay N. Smithers 1962. Austropsocus insularis ingår i släktet Austropsocus och familjen Pseudocaeciliidae. Inga underarter finns listade i Catalogue of Life.